# Orden de los Agustinos Descalzos
La Orden de los Agustinos Descalzos,  oficialmente en latín Ordo Augustiniensium Discalceatorum, también conocida como Orden de los Agustinos Descalzos de Italia, es una orden religiosa católica masculina de derecho pontificio, que tiene sus raíces en la reforma iniciada por el religioso italiano Ambrogio Staibano en Nápoles. Este grupo reformista consiguió su autonomía de la Orden de San Agustín, el 16 de noviembre de 1593, y su independencia total el 21 de abril de 1931. A los religiosos de esta orden se les conoce como agustinos descalzos, y posponen a sus nombres las siglas O.A.D.

## Historia
Un grupo de eremitas de Centuripe, Italia, que tuvieron su origen en 1517 en Filippo Dulcetti, en 1568 fueron obligados a unirse a una orden religiosa ya existente. Estos decidieron ser parte de la Orden de San Agustín, lo  cual se hizo efectivo en 1579. Sin embargo, un grupo de estos eremitas que habían fundado un convento en Nápoles, a la cabeza de Ambrogio Staibano, decidieron separarse de la unión y formar un propio instituto, para llevar a cabo una vida más austera según los conceptos de la Reforma que por ese tiempo se estaba llevando a cabo en casi todas las órdenes religiosas antiguas. Por medio del decreto Cum Ordinis nostri emesso, emanado por el prior general de la Orden de los agustinos, el 16 de noviembre de 1593, fue aprobada la Congregación de los Agustinos Descalzos del Reino de Nápoles, confirmada después, por el papa Clemente VIII, mediante la bula Decet Romanum Pontificem del 5 de noviembre de 1595.
La primera expansión se dio inmediatamente después de la separación de la Orden de los agustinos, llegando a tener tres conventos en Nápoles, dos en Roma y uno en Génova: Cornetto, Rieti, Somma Vesuviana y Monte Miletto.
En 1593, todos los conventos fueron abandonados, menos el de Génova (San Nicolás de Tolentino). Gracias a la unión de la Congregación de los Reformados de Nuestra Señora del Socorro, ratificada por el papa Gregorio XV, mediante el breve Pastoralis officii del 12 de febrero de 1621, la orden se recuperó de la crisis y vivió un momento de expansión por los territorios de Sicilia y Nápoles. A partir de la segunda mitad del siglo XVII alcanzaron gran apogeo por toda Italia, de tal modo que para 1650, la orden contaba con 51 conventos y unos 945 frailes.
Desde sus orígenes la Orden Descalza de San Agustín, aunque sí gozaba de una autonomía especial y podía nombrar un propio vicario para el gobierno de los conventos descalzos, continuaba bajo el gobierno inmediato del prior general de la Orden de San Agustín. Fue el 21 de abril de 1931 cuando al vicario general de los descalzos se le reconoció el título de prior general y de ese modo, la independencia total de la Orden.

## Organización
La Orden de los Agustinos Descalzos es un instituto centralizado, cuyo gobierno general lo ejerce el prior general. La orden a nivel internacional está distribuida por provincias, cada una de las cuales es gobernada por el prior provincial. Cada casa a su vez es gobernada por un prior conventual. En 2015 la orden contaba con unos 33 conventos repartidos en Brasil, Filipinas e Italia.
Los agustinos descalzos se dedican a la vida contemplativa, aunque ejercen actividades pastorales, por medio de la animación parroquial, juvenil y educativa. Finalmente, los religiosos del instituto desarrollan otras actividades según las necesidades de la Iglesia y de la sociedad. En 2015 eran unos 220 religiosos, de los cuales 139 eran sacerdotes.

## Personajes

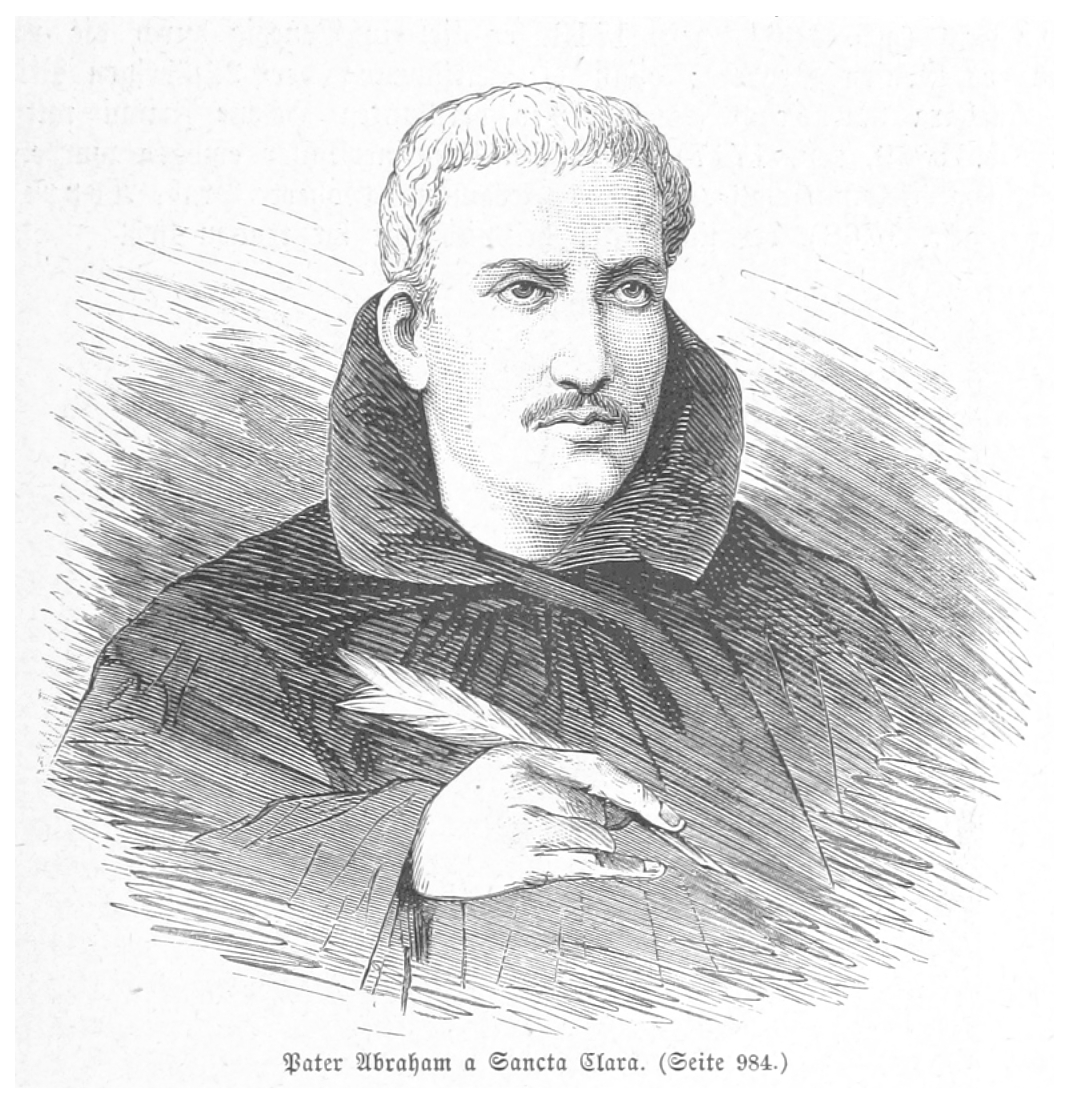
Abrahán de Santa Clara, unos de los personajes más famosos en la historia de la descalcez agustina.

- Santo de San Domenico (1555-1728), venerable, religioso italiano, declarado venerable por el papa Juan Pablo II en 1989.[6]
- Carlos Jacinto de Santa María (1658-1721), venerable, religioso italiano, fundador del Santuario della Madonnetta de Trappani, Italia. Fue declarado venerable por el papa Pío II en 1912.[6]
- Alipio de San José (1617-1645), venerable, religioso italiano, martirizado por los musulmanes en Trípoli por su fe cristiana.[6]
- Ambrogio Staibano, religioso italiano, considerado el fundador de la Orden.
- Abrahán de Santa Clara (1644-1709), religioso austriaco, famoso por sus dotes de predicador y escritor, al punto de ser elegido predicador de la corte imperial de Viena en 1669.[7]